# Catedral de São Finbarr
A Catedral de São Finbarr (em irlandês: Ardeaglais Naomh Fionnbarra) é uma catedral da Igreja da Irlanda localizada na cidade de Cork, Irlanda.